# Nationalpark Marojejy
Der Nationalpark Marojejy (französisch Parc National de Marojejy) zählt mit seinen 55.885 Hektar als das drittgrößte Schutzgebiet in Madagaskar. Es liegt im Nordosten von Madagaskar, ca. 66 Kilometer westlich von der Küstenstadt Sambava landeinwärts, ca. 40 km von der Stadt Andapa entfernt. Das Zentrum des Nationalparks ist eine langgezogene Bergkette – genannt Massif de Marojejy, welche in 2132 Höhenmetern gipfelt. Der offizielle Status Nationalpark Marojejy wird seit 2000 geführt.
Im Jahr 2007 wurde das Gebiet als Teil der Regenwälder von Atsinanana zum Weltnaturerbe erhoben.

## Geschichte
Das Marojejy-Massiv wurde geologisch erstmals 1948 von dem französischen Botaniker Jean-Henri Humbert vom Nationalen Naturkundemuseum beschrieben. Dieser untersuchte bei seiner Forschungsreise durch Afrika viele Gebirgszüge und landete schließlich in Madagaskar. Bei seiner dortigen Expedition zwischen 1948 und 1950 sammelte er vor allem Informationen über die Pflanzenvielfalt der Insel. Nach der Erforschung des Marojejy-Massiv im Norden und nach wiederholten Expeditionen, veröffentlichte er 1955 das Buch A Marvel of Nature mit den Forschungsergebnissen seiner gesamten Afrikareise. In diesem beschreibt er Marojejy als den beeindruckendsten Gebirgszug ganz Madagaskars aufgrund seiner Größe, seiner reichen Flora und der unberührten Natur.
Zuvor hatten schon andere Wissenschaftler im Rahmen der Mission Zoologique Franco-Anglo-Américaine, auch als „Madagaskar Expedition“ bekannt, von 1929 bis 1931 die Fauna der Insel untersucht, wobei allerdings das Marojejy-Massiv nicht erforscht wurde.
Das Gebiet wurde 1952 als strenges Naturreservat ausgewiesen, der Zutritt war nur Forschern erlaubt. Im Jahr 1998 wurde der Status schließlich in den eines Nationalparks geändert, womit die Beschränkungen aufgehoben wurden. Seitdem ist der Nationalpark für alle Besucher frei zugänglich.
Im Jahr 2007 wurde der Nationalpark aufgrund seiner großen Artenvielfalt und schönen Landschaft offiziell als UNESCO-Welterbestätte anerkannt.
2010 wurde Marojejy als ein Teil der Regenwälder von Atsinanana in die Liste des gefährdeten Welterbes aufgenommen. Die Natur vor Ort wird vor allem durch illegale Abholzung und die Jagd auf bereits gefährdete Lemuren bedroht.